# La Victoria (Valladolid)
La Victoria es uno de los barrios de la ciudad de Valladolid. Situado en el norte de la ciudad, limitado al norte y al oeste por el canal de Castilla y al sur por el río Pisuerga.
Aglutina además diversos asentamientos: La Parva de la Ría, la Cuesta de la Maruquesa, las casas del Canal, el Camino del Cabildo (o antiguo Camino de los Mártires) y Puente Jardín.

## Historia
Los orígenes del barrio se sitúan en la confluencia del entorno del Puente Mayor con los caminos de Zaratán y Villanubla. Se remontan al desaparecido Hospital de San Bartolomé, fundado en 1555 en unas casas particulares y a un, también desaparecido, monasterio de los Mínimos encomendado a Nuestra Señora de la Victoria, que estuvo situado en el entorno del Camino del Cabildo (Actual comisaría de Policía Municipal y antigua fábrica de Indal).
Los vecinos tienen que sortear dos importantes barreras geográficas que les separan del resto de la ciudad: la Avenida de Gijón y el río Pisuerga. Otras barreras geográficas dentro del propio barrio son el Canal de Castilla y la Avenida de Burgos, la primera utilizada como zona de paseo y de grandes jardines como el jardín botánico.

## Servicios
El barrio cuenta con tres Centros de Educación Infantil y Primaria.
Colegio Público
- Colegio Público Gonzalo de Córdoba[2]
- Colegio Público Pedro Gómez Bosque[3]
- Colegio Público Miguel Delibes[4]

## Límites
Forma parte del distrito 09 de la ciudad junto con los barrios de Puente Jardín (perteneciente a la victoria)y Girón.

## Otros datos
La Victoria cuenta con varias presencias significativas en la vida social del barrio:
- La parroquia de Nuestra Señora de la Victoria
- La parroquia de Nuestra Señora de la Merced
- El Centro de personas mayores "La Victoria".
- Centro Cívico "Canal de Castilla"[5]
- La Asociación Vecinal "Los Comuneros"[6]
- La Asociación Musical "La Victoria"